# François Rosset
François Rosset (ur. 1958) – szwajcarski profesor literatury francuskiej na Uniwersytecie w Lozannie, współpracujący z polskimi literaturoznawcami, tłumacz, wnuk pisarki Zofii Kossak.

## Życiorys
Syn Anny Rosset-Bugnon, z domu Szatkowskiej (córki Zofii Kossak i Zygmunta Szatkowskiego) i Jean-Marie Rosseta. W 1980 r. uzyskał licencjat z literatury (język francuski, łacina i języki romańskie) oraz dyplom nauczycielski na Uniwersytecie we Fryburgu (Szwajcaria). Następnie był wykładowcą na Uniwersytecie Jagiellońskim w Krakowie, gdzie w 1988 r. obronił doktorat, poświęcony Rękopisowi znalezionemu w Saragossie Jana Potockiego. Specjalizuje się w literaturze XVIII wieku (głównie dzieła twórców z tzw. grupy z Coppet).
Od 1989 r. pracuje na Uniwersytecie w Lozannie, gdzie w 2004 r. otrzymał stanowisko profesora zwyczajnego. W latach 2011–2015 był na tej uczelni dziekanem Wydziału Literatury. Jest prezesem Fundacji Kościelskich, która co roku przyznaje Literacką Nagrodę Kościelskich. Oprócz licznych własnych publikacji (np. „Jan Potocki. Biografia” z 2007 r.), przetłumaczył na język francuski kilka znaczących polskich dzieł literackich, m.in. takich autorów jak Paweł Huelle i Andrzej Szczypiorski.